# ホワイトホール郡区 (ペンシルベニア州リーハイ郡)
ホワイトホール郡区（英: Whitehall Township）は、アメリカ合衆国ペンシルベニア州東部のリーハイ郡にある、ホームルール制 (en) をとるタウンシップ（郡区）である。リーハイ・バレーの中にあり、州内第3の都市アレンタウン市の郊外である。2010年の国勢調査での人口は26,738 人だった。

## 歴史

### 17世紀 - 18世紀
1681年、イングランド王チャールズ2世がウィリアム・ペンに新世界の土地を払い下げたときに、ペンシルベニア植民地が創設された。ウィリアム・ペンの死後、その息子達であるジョン、トマス、リチャードがペンシルベニアの所有者になった。1736年、デラウェア族インディアンがリーハイ山地とブルー山地の間にあるリーハイ郡の一部である土地の権利を、ペンの息子達に譲った。
ドイツのプファルツ地方からの移民の波がホワイトホール・タウンシップに入って来た。その最初期の者はジェイコブ・コーラーであり、1728年頃にイージプト近辺に入植した。開拓者達はペン家に土地の認可状を申請することで、土地に対する権利を確保した。彼らは土地を切り払って農地を造り、教会を建て、その周りに村が成長した。
ホワイトホールの地域に最初のヨーロッパ人開拓者が入って来たとき、レナペ族インディアンがホーケンドーカ川の岸に住んでいた。ヨーロッパ人とレナペ族インディアンが集まり、2日間にヨーロッパ人がどこまで歩けるかという物差しで、どれだけ土地を得られるかという取引をした。ヨーロッパ人はより多くの土地を得るために、プロのランナーを雇い、そのランナーは現在のスクーカル郡コールデールまで到達することができた。東はジムソープまでが得られた。
地元のレニ・レナペ族インディアンはしばらくの間白人開拓者達と平和的に暮らしていた。彼らは白人から不公正な扱いを受け、1763年にリーハイ郡で起きた最後のインディアン蜂起で反撃した。現在のチェスナット通りと州道145号線の近くに立っていたデシュラー砦がこの時の戦闘で重要な役割を果たした。このとき白人開拓者23人が殺された。

### 19世紀 - 20世紀初期
当初のホワイトホール・タウンシップは1753年に設立され、1867年にホワイトホール、ノースホワイトホール、サウスホワイトホールの3つのタウンシップに分割された。ホワイトホールという名前は、水漆喰を塗っていたリンフォード・ラードナーの狩猟小屋に由来すると言われている。ラードナーはその小屋を「グラウズ・ホール」と名付けたが、地域の人々が「ホワイトホール」と呼んでいた。このタウンシップの中には、セメントン、イージプト、フラートン、ホッケンドーカ、ミックリーズ、スティルズ、ウェストカタソーカというビレッジがある。コプレーもホワイトホールの一部だったが、1869年にボロとして法人化された。
19世紀半ばまで、農業が主要産業だった。今日でも、約2,000エーカー (8 km2) の土地が耕作されている。ホワイトホールの中に6つの製粉所があり、農夫のために穀物を小麦粉にしたり、家畜の餌にしたりしていた。その中でヘルフリッチ・スプリングス製粉所の1つのみが残っている。そこはホワイトホール歴史保存協会が入っており、土地の歴史博物館として建物を保存して来た。
1829年、リーハイ運河が完成し、さらなる発展が始まった。鉄鉱石の鉱脈が発見され、1854年にはホーケンドーカに最初の高炉が建設され、ホワイトホールに産業革命が訪れた。その後すぐに鉄道が引かれ、原材料を高炉まで運び、製品を出荷した。人口が急速に増加し、ウェールズやアイルランドの移民が入ってきた。
鉄道が建設されている時代に、岩盤を掘削して、ジャクソンバーグの石灰岩すなわち「セメントロック」の鉱床が発見された。デイビッド・O・セイラーがポルトランド・セメントの製法を考案し、特許を取得した。最初のポルトランド・セメントの工場はセメントンとコプレーの村の間にあった。他の工場も続き、1914年までにアメリカ合衆国で生産されるセメントの70%は「セメント・ベルト」すなわちリーハイ地区からの出荷だった。セメント産業は新しい移民の波を呼び、オーストリア・ハンガリーからの移民が新たな劇発を生んだ。
ホワイトホールは1900年に人口7,935人となっており、第1級タウンシップに分類された。このことで、公費で電力を供給し、道路を建設し、下水道を作る自治権を得た。

### 現代
第二次世界大戦後、ホワイトホールがアレンタウンの郊外地になるに連れて、製造業から小売業への転換が始まった。個々のビレッジが1つの政体に統合され、1968年にアメリカ合衆国郵便公社が幾つかの支局を統合したときに、ホワイトホールと呼ばれる町になった。
1974年、住民投票によりホームルール憲章による政府形態を採用することを承認し、7人の委員に拠る立法委員会と1人の行政官を選出した。今日、年間予算は1,600万ドルを超えており、住民にたいして全的な自治サービスを行っている。

## 地理
アメリカ合衆国国勢調査局に拠れば、領域全面積は12.8平方マイル (33.1 km2) であり、このうち陸地12.6平方マイル (32.6 km2)、水域は0.2平方マイル (0.6 km2)で水域率は1.80%である。
ホワイトホールは当初1753年3月20日に創設され、現在のノースホワイトホール・タウンシップとサウスホワイトホール・タウンシップを含んでいた。1810年、ノーサンプトン郡裁判所にタウンシップを2つに分ける請願書が出された（現在のリーハイ郡に入っている地域は当時、ノーサンプトン郡に入っていた）。ホワイトホールという名前は、1700年代初期にジョーダンに沿って狩猟小屋として建てられた白い家によっていた。この地域はエリマキライチョウ（州鳥）が多く、他にもオジロジカ、イースタンエルク、イースタンオオカミ、クロクマが生息していた。マウンテンライオンすなわちクーガーもある時点では生息していた。地域の生態的多様さの故に、ホワイトホールの荒野と呼ばれるようになった。原生林はオーク、ユリノキ、ヒッコリー、クログルミ、サトウカエデ、アメリカシナノキ、アメリカグリ、アメリカブナノキ、プラタナスで構成され、町全体を覆っていた。
1867年、ノースホワイトホールとサウスホワイトホール・タウンシップのそれぞれ東部が、現在のホワイトホール・タウンシップの一部に繰り入れられた。新しくなったホワイトホール・タウンシップは概して矩形をしており、北北西から南南東に向いており、リーハイ川の西岸にある。新しいタウンシップができてから2年後、コプレーが法人化されて分離し、面積では0.6平方マイル (1.6 km2) が減った。ホワイトホールの町はリーハイ川が流れ、それがノーサンプトン郡とカタソーカとの境になっている。
タウンシップの中には、セメントン、イージプト、フラートン、ホッケンドーカ、ミックリーズ、ノースコプレー、シェラーズビル（サウスホワイトホール・タウンシップにも跨る）、スティルズ、ウェストカタソーカというビレッジがある。主要な南北方向道路はマッカーサー道路（ペンシルベニア州道145号線）であり、町の南部でアメリカ国道22号線と交差し、北部でペンシルベニア州道329号線と交差している。

### 隣接する自治体
- カタソーカ・ボロ、東
- ハノーバー・タウンシップ。南東
- アレンタウン市、南
- サウスホワイトホール・タウンシップ、南西
- ノースホワイトホール・タウンシップ、北西
- アレン・タウンシップ（ノーサンプトン郡）、北東に点接触
- ノーサンプトン・ボロ（ノーサンプトン郡）、北東
- コプレー・ボロ、東
- ノースカタソーカ・ボロ（ノーサンプトン郡）、東

### 地図
- 公式タウンシップ街路図[2]
- 公式タウンシップ地区指定図[3]
- タウンシップ境界図[4]
- 選挙区図（下記参照）

## 人口動態
以下は2000年の国勢調査による人口統計データである。
| 基礎データ - 人口: 24,896 人 - 世帯数: 10,376 世帯 - 家族数: 6,817 家族 - 人口密度: 764.7人/km2（1,981.1 人/mi2） - 住居数: 10,744 軒 - 住居密度: 330.0軒/km2（855.0 軒/mi2） 人種別人口構成 - 白人: 90.56% - アフリカン・アメリカン: 2.74% - ネイティブ・アメリカン: 0.13% - アジア人: 3.62% - 太平洋諸島系: 0.06% - その他の人種: 1.71% - 混血: 1.18% - ヒスパニック・ラテン系: 4.37% | 年齢別人口構成 - 18歳未満: 21.2% - 18-24歳: 7.3% - 25-44歳: 30.6% - 45-64歳: 22.7% - 65歳以上: 18.1% - 年齢の中央値: 40歳 - 性比（女性100人あたり男性の人口） - 総人口: 92.0 - 18歳以上: 89.3 世帯と家族（対世帯数） - 18歳未満の子供がいる: 27.0% - 結婚・同居している夫婦: 53.3% - 未婚・離婚・死別女性が世帯主: 8.8% - 非家族世帯: 34.3% - 単身世帯: 28.6% - 65歳以上の老人1人暮らし: 5.2% - 平均構成人数 - 世帯: 2.37人 - 家族: 2.93人 | 収入と家計 - 収入の中央値 - 世帯: 43,070米ドル - 家族: 51,597米ドル - 性別 - 男性: 39,175米ドル - 女性: 26,933米ドル - 人口1人あたり収入: 21,383米ドル - 貧困線以下 - 対人口: 6.5% - 対家族数: 4.4% - 18歳未満: 8.7% - 65歳以上: 7.0% |

## 教育
ホワイトホール・タウンシップの公共教育はホワイトホール・コプレー教育学区が管轄している。この学区はコプレー・ボロも管轄している。2つの町の9年生から12年生の高校生はホワイトホール高校に入学する。
タウンシップの中には幾つか、教区学校や私立学校がある
- グッドシェパード・カトリック学校[6]、幼稚園から8年生
- リーハイ・バレー・ルーテル学校[7]、幼稚園から8年生
- リーハイ・バレー・セブンスデー・アドベンチスト学校、幼稚園から8年生
- リトルピープル・デイケア学校、幼稚園前と幼稚園
- セントエリザベス地域学校[8] 、幼稚園から8年生
- セントスティーブンス学校[9]、幼稚園前と幼稚園
- マナラー・イスラミック・アカデミー[10]、幼稚園前から5年生

## 歴史的な場所
フラートンにあるデント・ハードウェア・カンパニー・ファクトリー複合施設とヘルフリッチ・スプリングス製粉所がアメリカ合衆国国家歴史登録財に指定されている。

## 事業

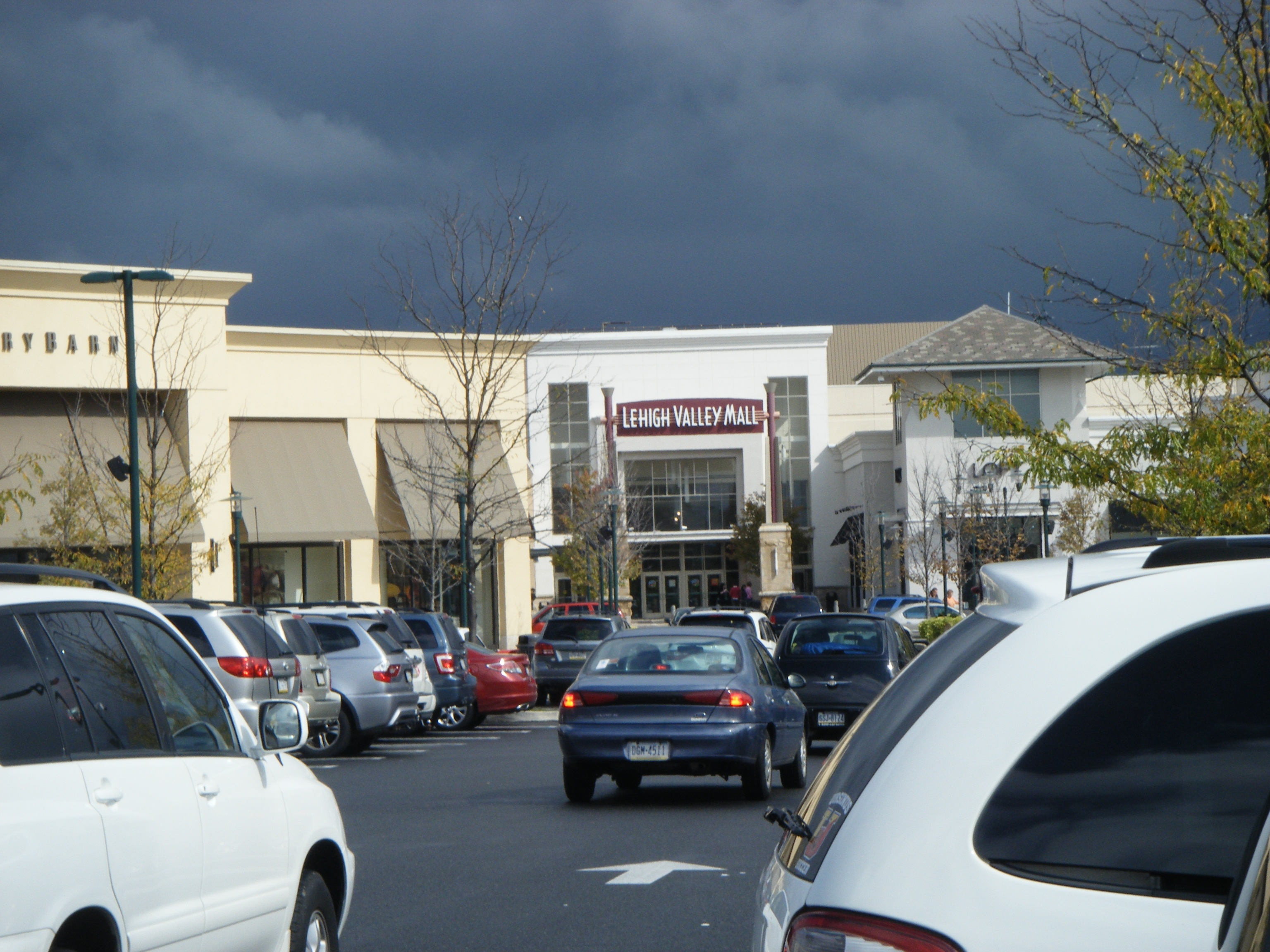
リーハイ・バレー・モール

リーハイ・バレーでは最大のショッピングモールであるリーハイ・バレー・モールが町内にあり、またホワイトホール・モールもある。
ホワイトホール・タウンシップには下記4つのラジオ局があり、全てクリア・チャンネル・コミュニケーションズが所有している。
- WAEB (790 AM), トーク・ラジオ
- WAEB-FM (104.1 FM), コンテンポラリー/トップ40
- WSAN (1470 AM), クリスチャン・トーク/音楽
- WZZO (95.1 FM), ロック

## 著名な出身者
- ブライアン・ノッブス、プロレスラー
- ジェリー・サッグス、プロレスラー

## 地方政府
ホワイトホール・タウンシップは第1級タウンシップとして運営されている。1974年11月5日、ホームルール憲章を採択し、1976年1月5日に有効となった。
この政府の一部として、行政府と立法府がある。立法府は7人の委員による立法委員会であり、委員の任期は4年間である。2年毎に4人または3人が改選される。委員は互選により議長と副議長を選出する。
行政府は4年間任期のタウンシップ長である。タウンシップ長は自己裁量で副長を指名し、行政委員会の承認を得る。タウンシップ長がその職を離れた場合も、副長は自動的にその地位を襲うことはない。行政委員会が代行者を指名する。
ホワイトホール・タウンシップは選挙で選ばれる財務官も維持しており、やはり任期は4年間である。

### 選挙区
タウンシップは12の選挙区に分けられる。それぞれに投票所が一か所ある。下表に、その地区、投票所のある場所を示す。
| 地区番号 | 地域                                                   | 投票所                                                                 |
| -------- | ------------------------------------------------------ | ---------------------------------------------------------------------- |
| 第1地区  | オリンピックガーデンズ/スプリングリッジ/ミックリーラン | チャーチ・オブ・クライスト 1419 Overlook Rd.                           |
| 第2地区  | フラートン/アメリカ国道22号線の南                      | アイアンワーカーズ・ローカル # 36, 521 Fifth St.                       |
| 第3地区  | フラートン/ジョーダンパーク地域                        | アイアンワーカーズ・ローカル # 36, 5番通り521                          |
| 第4地区  | フラートン/アメリカ国道22号線の北と東                  | セントジョンズ・ルーテル教会 835 Third St.                             |
| 第5地区  | フラートン/アメリカ国道22号線の北と西                  | フラートン記念コミュニティセンター 901 Jefferson St.                   |
| 第6地区  | ウェストカタソーカ                                     | ウェストカタソーカ・プレイグラウンド協会 Pine St.                      |
| 第7地区  | ミックリーズ、シャット・アベニューの北                 | ホワイトホール・レクリエーション・ビル 1975 Schadt Avenue              |
| 第8地区  | ホッケンドーカ                                         | 第1長老派教会ホッケンドーカ 3005 S. Front St.                          |
| 第9地区  | スティルズ                                             | セントジョン・バプテスト・カトリック教会、ラッフェナ 3120 Chestnut St. |
| 第10地区 | イージプト                                             | イージプト消防団 4099 Kuhn Lane                                        |
| 第11地区 | セメントン                                             | セントポールの教区会館 2nd & Leisenring Sts.                           |
| 第12地区 | プレジデンシャル・ドライブ/ヘルフリッチ・スプリングス  | リーハイ・バレー・イスラミック・センター 1988 Schadt Avenue            |

地図の出典: リーハイ郡

### 州政府、連邦政府への代表
ペンシルベニア州議会上院では第18選挙区に属し、下院では第133および第183選挙区に属している。アメリカ合衆国下院はペンシルベニア州第15選挙区に属している。